# Billy (Buffy)
Pour les articles homonymes, voir Billy.
Billy est le 10e épisode de la saison 1 de la série télévisée Buffy contre les vampires.

## Synopsis
Buffy est nerveuse : elle doit passer le week-end avec son père, dont sa mère est divorcée depuis un an. Au lycée, Wendell, un de ses camarades de classe, voit des araignées sortir de son livre de cours tandis que Buffy remarque la présence d'un petit garçon disant qu'il est désolé. Interrogé par Buffy, Willow et Alex Wendell reconnaît qu'il fait un cauchemar récurrent où il est attaqué par des araignées. Buffy apprend ensuite au tout dernier moment qu'elle doit passer un examen d'histoire, matière dans laquelle elle est la plus faible. Le temps lui échappe et elle a à peine le temps d'écrire son nom avant qu'on ramasse les copies. Plus tard, Nora, une lycéenne est agressée dans une cave de l'école par un monstre. Quand Buffy et Giles vont la voir à l'hôpital, elle leur apprend qu'il a prononcé les mots "Le 19 porte-bonheur". Ils finissent ensuite par découvrir que le petit garçon aperçu par Buffy, Billy, est tombé dans le coma à la suite d'une agression similaire à celle de Nora. Ils comprennent que c'est le corps astral du garçon que Buffy a vu, mais ils ignorent toujours l'identité de l'agresseur.    
Les pires cauchemars des gens deviennent ensuite réalité : Alex arrive en cours en caleçon, Giles n'arrive plus à lire, Willow est obligée de chanter sur scène et le père de Buffy lui annonce que sa mère et lui ont divorcé à cause d'elle et qu'il ne souhaite plus la voir. Buffy finit par retrouver la forme astrale de Billy, mais ils sont alors tous deux pourchassés par un homme terrifiant. Ils arrivent au cimetière où le Maître enterre Buffy vivante. Giles, Willow et Alex arrivent à ce moment-là, ayant compris ce qui se passait, et Giles leur dit de ne pas intervenir, car la solution est de triompher de ses cauchemars tout seul. Buffy sort de la tombe transformée en vampire et tous se rendent alors à l'hôpital. Dans la chambre de Billy, ils trouvent l'homme qui terrifie tant le petit garçon. Buffy encourage sa forme astrale à faire face et Billy sort de son coma, faisant revenir le monde à la normale. Il s'avère par la suite que cet homme n'était autre que l'entraîneur de baseball de Billy et que c'est lui qui l'avait mis dans le coma en le frappant. Giles et Alex l'arrêtent alors qu'il essaie de fuir et il est envoyé en prison. Après cette journée, Buffy retrouve son père pour passer le week-end avec lui.